# 후조당 유물
후조당 유물(後彫堂 遺物)은 경상북도 안동시 와룡면 오천리에 있는 유물이다. 1974년 12월 10일 경상북도의 유형문화재 제64호로 지정되었다.

## 개요
이 유물은 광산 김씨인 후조당 김부필(1577∼1644)이 나라에서 시호를 내릴 때 받은 교지와 「퇴계유묵」, 『향병일기』, 『전가보첩』 등 4종 6점이다. 김부필은 퇴계 이황의 문인으로, 학문이 뛰어났던 인물이다. 그가 죽은 후 순조 2년(1802)에 오위도총부도총관에 증직되었고, ‘문순(文純)’이란 시호를 받았다.
그 밖에 광산 김씨의 유물로 문집, 서책 등 수백 점이 숭원각에 보호, 관리되고 있다.

## 참고 문헌
- 후조당유물 - 국가유산청 국가유산포털